# Zemgales priekšpilsēta

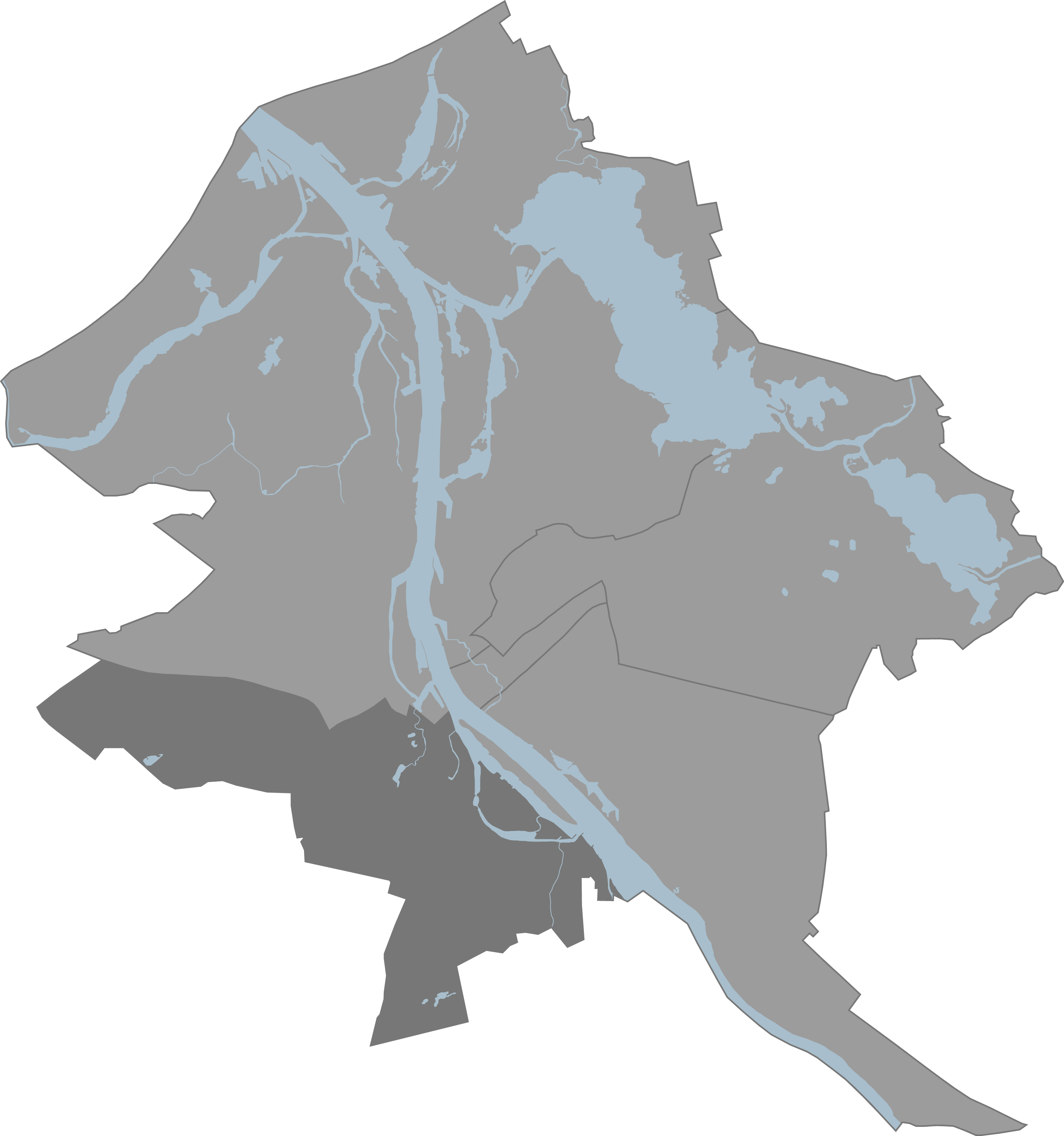
Zemgales priekšpilsēta

Zemgales priekšpilsēta (česky Zemgalské předměstí) je jedna z šesti hlavních administrativních oblastí Rigy. V minulosti nesla jméno Ļeņina rajons.
Obvod má 41 km² a žije v něm 105 893 obyvatel., což je 14,71 % obyvatel Rigy. Z obyvatel obvodu je 47,17 % Lotyšů a 36,92 % Rusů.